# Stewart Wieck
Stewart Douglas Wieck (Freeport, 10 maggio 1968 – 22 giugno 2017) è stato un autore di giochi statunitense.
Ha fondato la casa editrice di giochi White Wolf, Inc. ed è stato uno dei principali autori di Mage: The Ascension.

## Carriera
Stewart Wieck nacque a Freeport, in Illinois nel 1968. Con il fratello Steve Wieck vide pubblicato il suo primo gioco nel 1986 da FGU, The Secret in the Swamp per Villains & Vigilantes . Ad agosto di quello stesso anno, quando entrambi erano ancora alle superiori, cominciarono a far uscire un proprio periodico, Arcanum, re-intitolato da Stewart White Wolf in onore di Elric di Melniboné, del quale i due fratelli erano grande appassionati.
I Wieck strinsero un accordo con la Lion Rampant: quando questa incontrò delle difficoltà finanziarie, decise di fondersi con la White Wolf come White Wolf Game Studio, con Stewart Wieck e Mark Rein-Hagen in veste di co-proprietari. Mentre Stewart era sulla strada verso GenCon 23 nel 1990 con Rein-Hagen e Lisa Stevens, Rein-Hagen vide Vampire: The Masquerade, che l'azienda aveva fatto uscire nel 1991. Stewart co-creò World of Darkness e sviluppò la maggior parte della mitologia centrale di Vampire, ma la sua creazione più personale rimase Mage: The Ascension (1993).
Con Rein-Hagen che lavorava ai giochi di White Wolf, l'amministrazione del lato commerciale toccò a Stewart Wieck fino a quando non nominò suo fratello Steve CEO di White Wolf nel 1993. Stewart si dimise dalla carica di editore di White Wolf Magazine nel 1992. L'azienda incontrò problemi economici tra il 1995 e il 1996, che causarono un litigio tra Rein-Hagen e i due fratelli, con il risultato che il primo lasciò White Wolf. Stewart progettò il gioco Long Live the King (2006).
Stewart rimase a White Wolf quando Steve abbandonò nel 2007 per entrare a far parte del consiglio di amministrazione di CCP. Anche lui abbandonò l'azienda nel 2010, finanziando la neonata Nocturnal Games, che riuscì a ottenere i diritti da White Wolf per Pendragon. Co-ideò il gioco per smartphone Darkling Plain, che sfrutta una grafica 3D e che venne annunciato nel 2013 da Nocturnal Media.
Co-editò il libro del 1998 The Essential World of Darkness, un'antologia di racconti. Fu autore lui stesso, anche di romanzi. Wieck morì il 22 giugno 2017 a 49 anni.